# Елистратов, Вячеслав Юрьевич
Вячеслав Юрьевич Елистратов (род. 4 марта 1968, Барнаул) — советский и узбекский самбист, чемпион и призёр чемпионатов СССР, чемпион мира, мастер спорта СССР международного класса. Депутат Алтайского краевого законодательного собрания. Член комитета законодательного собрания по социальной политике. Член постоянного депутатского объединения — фракции «Единая Россия». Директор СДЮШОР «Спарта» (Барнаул). Вице-президент Федерации дзюдо Алтайского края. Отличник физической культуры и спорта. Заслуженный работник физической культуры Российской Федерации (2021). Выпускник Томского государственного университета 2004 года по специальности «Психология».

## Спортивные результаты
- Первенство СССР по самбо среди молодёжи 1987 года — ;
- Молодёжные игры 1990 года — ;
- Чемпионат СССР по самбо 1989 года — ;
- Кубок СССР по самбо 1990 года — ;
- Чемпионат СССР по самбо 1991 года — ;
- Чемпионат Узбекистана по самбо 1995 года —